# Liste der Kulturdenkmale in Wanderup
In der Liste der Kulturdenkmale in Wanderup sind alle Kulturdenkmale der schleswig-holsteinischen Gemeinde Wanderup (Kreis Schleswig-Flensburg) aufgelistet (Stand: 14. April 2025).
Die Bodendenkmale sind in der Liste der Bodendenkmale in Wanderup aufgeführt.

## Legende
In den Spalten befinden sich folgende Informationen:
- Objekt-ID: die Nummer des Kulturdenkmales
- Lage: die Adresse des Kulturdenkmales und die geographischen Koordinaten. Kartenansicht, um Koordinaten zu setzen. In der Kartenansicht sind Kulturdenkmale ohne Koordinaten mit einem roten Marker dargestellt und können in der Karte gesetzt werden. Kulturdenkmale ohne Bild sind mit einem blauen Marker gekennzeichnet, Kulturdenkmale mit Bild mit einem grünen Marker.
- Offizielle Bezeichnung: Bezeichnung des Kulturdenkmales
- Beschreibung: die Beschreibung des Kulturdenkmales
- Bild: ein Bild des Kulturdenkmales

## Sachgesamtheiten
| Objekt-ID      | Lage                                                        | Offizielle Bezeichnung | Beschreibung | Bild                             |
| -------------- | ----------------------------------------------------------- | ---------------------- | --- | -------------------------------- |
| 40998 Wikidata | Tarper Straße 6, Tarper Straße (54° 41′ 15″ N, 9° 20′ 3″ O) | Kirche Wanderup        | Aktualisierung vorgesehen - Begründung: geschichtlich, künstlerisch, städtebaulich, Kulturlandschaft prägend - Schutzumfang: Kirche mit Ausstattung, Kirchhof, Grabmale bis 1870, Kirchhofsmauer, Kirchhofspforten (Tarper Straße); Pastorat (Tarper Straße 6) | weitere Fotos \| Fotos hochladen |

## Bauliche Anlagen
| Objekt-ID | Lage                                          | Offizielle Bezeichnung | Beschreibung | Bild                             |
| --------- | --------------------------------------------- | ---------------------- | --- | -------------------------------- |
| 8950      | Tarper Straße 6 (54° 41′ 17″ N, 9° 19′ 59″ O) | Pastorat               | Alteintragung (Aktualisierung vorgesehen) - Begründung: geschichtlich, städtebaulich - Schutzumfang: Alteintragung (Aktualisierung vorgesehen) - Denkmaltyp: Bauliche Anlage, Sachgesamtheit: Kirche Wanderup | Fotos hochladen                  |
| 5145      | Tarper Straße (54° 41′ 15″ N, 9° 20′ 4″ O)    | Kirche mit Ausstattung | Alteintragung (Aktualisierung vorgesehen) - Begründung: geschichtlich, künstlerisch, städtebaulich - Schutzumfang: gesamtes Objekt - Denkmaltyp: Bauliche Anlage, Sachgesamtheit: Kirche Wanderup             | weitere Fotos \| Fotos hochladen |

## Gründenkmale
| Objekt-ID | Lage                                       | Offizielle Bezeichnung | Beschreibung | Bild            |
| --------- | ------------------------------------------ | ---------------------- | --- | --------------- |
| 19327     | Tarper Straße (54° 41′ 16″ N, 9° 20′ 3″ O) | Kirchhof               | Alteintragung (Aktualisierung vorgesehen) - Begründung: geschichtlich, Kulturlandschaft prägend - Schutzumfang: Kirchhof, Grabmale bis 1870, Kirchhofsmauer, Kirchhofspforten - Denkmaltyp: Gründenkmal, Sachgesamtheit: Kirche Wanderup | Fotos hochladen |

## Quelle
- Liste der Kulturdenkmale in Schleswig-Holstein – Kreis Schleswig-Flensburg

- Karte mit allen Koordinaten:
- OSM |
- WikiMap